# 朝倉川
朝倉川（あさくらがわ）は、愛知県豊橋市を流れる豊川水系の河川である。一級河川であるが管理は愛知県に移管されている。

## 地理
愛知県豊橋市多米町の静岡県との県境付近に源を発し西に流れる。牧野成時築城の吉田城の北側で本流の豊川に合流する。上流部･中流部では、毎年6月頃に蛍が飛び交う姿を見ることができる。朝倉川を境にして南側は旧渥美郡、北側は旧八名郡の郡の境目で名称も境川であった。
上流で豊川用水東部幹線、豊川に合流する手前の境橋で牟呂用水が交差する。

## 支流
- 内山川 ： 豊橋市岩崎町内山に源流があり、元は柳生川水系・山中川の上流域であったが、1960年代の朝倉川改修時に主流路を付け替え変更。現在も宮前池、利兵池などへ揚水されて流入する旧河道が残り親水公園となっているほか、山中川の上流の橋梁には内山川と表示されている。

## 流域に存在する施設等
- 不動滝
- 滝ノ谷池
- 名古屋大学環境学研究科附属三河地殻変動観測所
- 豊橋市立多米小学校
- 豊橋浄水場（小鷹野浄水場）
- 豊橋鉄道市内線赤岩口電停
- 愛知県道・静岡県道4号豊橋大知波線
- 東田球場
- 豊橋競輪場
- 大口公園 - 初代豊橋市長大口喜六の名を冠する公園。1493年（明応2年）戸田宗光築城の二連木城の城跡。
- 豊橋市立東田小学校
- 東田神明宮
- 姫街道吉田ルートの境橋
- 豊橋市上下水道局
- 豊橋公園
- 吉田城

## 橋梁
- 滝の谷橋（愛知県道・静岡県道4号豊橋大知波線）
- 池下橋
- 森橋
- 上神石橋
- 上寺門橋
- 鳥居前橋
- 寺門橋
- 深田橋
- 風木橋
- 公園橋
- 松本橋
- 比貝橋
- 野添橋（愛知県道31号東三河環状線）
- 居村橋

- 上蝉川橋
- 多米橋（愛知県道・静岡県道4号豊橋大知波線：多米街道）
- 蝉川橋
- 小鷹野橋
- 下蝉川橋
- 井原橋
- 東田橋
- 仁連木橋
- 御園橋（県道31号・愛知県道81号豊橋下吉田線・愛知県道502号豊橋環状線の3線重複：青陵街道）
- 御弓橋
- 西郷橋
- 境橋（前出、愛知県道69号豊橋乗本線：下条街道）
- 朝倉橋
- 飽海橋